# Tosana niwae
Tosana niwae är en fiskart som beskrevs av Smith och Pope, 1906. Tosana niwae ingår i släktet Tosana och familjen havsabborrfiskar. Inga underarter finns listade i Catalogue of Life.